# Camocim
Camocim is een gemeente in de Braziliaanse deelstaat Ceará. De gemeente telt 61.278 inwoners (schatting 2009).
De gemeente grenst aan Granja, Jijoca de Jericoacoara, Bela Cruz en Barroquinha.